# Reinaldo Colucci
Pour les articles homonymes, voir Colucci.
Reinaldo Colucci né le 29 octobre 1985 à Descalvado au Brésil est un triathlète professionnel, champion panaméricain de triathlon (2011) et multiple vainqueur sur triathlon Ironman 70.3.

## Biographie
Il participe à son premier triathlon en 1999 à l'âge de 13 ans et devient professionnel trois années et demie plus tard.

## Palmarès
Le tableau présente les résultats les plus significatifs (podium) obtenus sur le circuit international de triathlon depuis 2005,.
| Année | Compétition                                            | Pays      | Position          | Temps           |
| ----- | ------------------------------------------------------ | --------- | ----------------- | --------------- |
| 2017  | Ironman 70.3 Équateur                                  | Équateur  | Médaille d'or     | 3 h 53 min 7 s  |
| 2016  | Championnats panaméricains                             | Argentine | Médaille d'argent | 1 h 45 min 43 s |
| 2016  | Ironman 70.3 Rio de Janeiro                            | Brésil    | Médaille d'or     | 3 h 55 min 12 s |
| 2015  | Coupe panaméricaine - l'étape de Buenos Aires (Finale) | Argentine | Médaille d'or     | 1 h 56 min 40 s |
| 2014  | Ironman 70.3 Pucón                                     | Chili     | Médaille d'or     | 3 h 58 min 20 s |
| 2013  | Coupe du monde - l'étape de Guatapé                    | Colombie  | Médaille d'or     | 1 h 58 min 48 s |
| 2013  | Championnats panaméricains                             | Brésil    | Médaille d'argent | 1 h 52 min 3 s  |
| 2013  | Ironman 70.3 Pucón                                     | Chili     | Médaille d'or     | 4 h 4 min 12 s  |
| 2011  | Jeux panaméricain et Championnats panaméricains        | Mexique   | Médaille d'or     | 1 h 48 min 2 s  |
| 2010  | Coupe du monde - l'étape de Tiszaujvaros               | Hongrie   | Médaille d'or     | 1 h 49 min 7 s  |
| 2010  | Ironman 70.3 Pucón                                     | Chili     | Médaille d'or     | 3 h 52 min 38 s |
| 2009  | Ironman Brésil                                         | Brésil    | Médaille d'argent | 8 h 28 min 8 s  |
| 2008  | Ironman 70.3 Pucón                                     | Chili     | Médaille d'or     | 4 h 0 min 25 s  |
| 2007  | Triathlon EDF Alpe d'Huez XL                           | France    | Médaille d'or     | 5 h 59 min 0 s  |
| 2007  | Ironman 70.3 Singapour                                 | Singapour | Médaille d'or     | 3 h 49 min 59 s |
| 2007  | Ironman Brésil                                         | Brésil    | Médaille d'argent | 8 h 29 min 9 s  |
| 2006  | Triathlon EDF Alpe d'Huez                              | France    | Médaille d'or     | 2 h 15 min 22 s |
| 2006  | Laguna Phuket Triathlon                                | Thaïlande | Médaille d'or     | 2 h 30 min 58 s |
| 2006  | Embrunman                                              | France    | Médaille d'argent | 10 h 0 min 23 s |
| 2006  | Triathlon XL de Gérardmer                              | France    | Médaille d'or     | 6 h 8 min 27 s  |
| 2005  | Triathlon XL de Gérardmer                              | France    | Médaille d'or     | 5 h 54 min 20 s |